# Ardisia imperialis
Ardisia imperialis är en viveväxtart som beskrevs av Karl Moritz Schumann. Ardisia imperialis ingår i släktet Ardisia och familjen viveväxter. Utöver nominatformen finns också underarten A. i. novoguineensis.